# Videosodnik
VAR (videosodnik – angl. Video assistant referee) je sodniški pomočnik, ki glavnemu sodniku pomaga pri odločitvah s pomočjo analiziranja videoposnetkov situacij v nogometni igri.

## VAR ekipa
VAR ekipo sestavljajo videosodnik (kratica VAR) in trije pomočniki (assistant video assistant referee – AVAR): AVAR1, AVAR2  in AVAR3
VAR je vodja videosodniške ekipe. Dogajanje na tekmi spremlja preko glavnega monitorja. Komunicira s sodnikom na igrišču in mu podaja informacije, katere dogodke bi bilo treba analizirati.
AVAR1 spremlja dogajanje le na glavni kameri in glavnega videosodnika obvešča o dogajanju na igrišču, v primeru da VAR ocenjuje kakšno drugo situacijo.
AVAR2 je je zadolžen za pregledovanje prepovedanih položajev.
AVAR3 se osredotoča na televizijski prenos tekme, pomaga VAR-u pri ocenjevanju situacij in zagotavlja dobro komunikacijo med glavnim videosodnikom in drugim pomočnikom, ki pregleduje prepovedane položaje.

## Postopek
Sistem VAR se v nogometni igri uporablja za pomoč sodnikom pri odločanju v štirih ključnih situacijah:
- odločitev o tem, ali je gol regularen ali ne (prekrški, prepovedani položaji, igra z roko)
- odločitev o enajstmetrovkah
- odločitev o rdečem kartonu in izključitvi
- v situacijah, kjer sodnik za prekršek kaznuje napačnega igralca

Ko se na igrišču zgodi sporen incident in je sodniška odločitev otežena, VAR obvesti glavnega sodnika tekme, da je morda prišlo do napake pri sojenju in da si lahko glavni sodnik ponovno ogleda situacijo. VAR nato pregleda videoposnetek in glavnemu sodniku svetuje, na kaj naj bo pozoren pri ogledu posnetka. Sodnik na igrišču in videosodnik komunicirata preko slušalke in mikrofona. 
Ko sodnik na igrišču prejme informacijo od videosodnika, ima tri možnosti. Lahko se odloči za pregled videoposnetka na posebnem zaslonu ob igrišču (angl. on-field review), lahko spremeni svojo odločitev po nasvetu VAR-a brez ogleda videoposnetka, lahko pa ostane pri svoji prvotni odločitvi in ne upošteva nasveta videosodnika. 
Sodnik nakaže, da preko slušalke prejema informacije od VAR-a, tako, da položi roko k ušesu. Ta signal ne pomeni, da bo sodnik spremenil svojo odločitev ali da si bo ogledal posnetek, s tem le signalizira, da mu VAR ekipa posreduje informacije. Ko se odloči, da si bo ogledal ponovljeni posnetek ob robu igrišča, z rokama v zrak izriše pravokotnik – to je uradni znak za ogled videoposnetka. Če po ogledu posnetka ta znak ponovi, pomeni, da je spremenil svojo prvotno odločitev. 
Sodnik ima možnost ogleda posnetka zgolj v določenih situacijah, za druge dogodke te možnosti nima in lahko svojo odločitev spremeni le na podlagi videosodnikovega nasveta.

## Zgodovina
Sistem VAR so začeli razvijati pod vodstvom Kraljeve nizozemske nogometne zveze (KVNB). Poskusno je bil uporabljen na več tekmah prve nizozemske lige v sezoni 2012-13, čeprav takrat še ni imel vpliva na igro in ni spreminjal odločitev. KVNB je zaprosila Mednarodni odbor za nogometna pravila (IFAB) za dovoljenje za obsežnejše testiranje sistema. Želeli so namreč odpraviti velike sodniške napake, ki vplivajo na rezultat. Sepp Blatter, takratni predsednik Mednarodne nogometne zveze (FIFA), je uvedbi tehnologije v nogomet nasprotoval, njegov naslednik Gianni Infantino pa je bil ideji naklonjen.
VAR so v živo preizkusili na tekmah v ZDA, na prijateljski tekmi med Francijo in Italijo in na klubskem svetovnem prvenstvu leta 2016, kjer so imeli sodniki ob robu igrišča na voljo monitor, na katerem so lahko preverjali situacije. 3. marca 2018 je IFAB uporabo VAR-a uradno zapisal v nogometna pravila.
Prvo profesionalno klubsko tekmovanje, ki je uvedlo VAR na svojih tekmah, je bila prva avstralska liga. V večjih evropskih ligah so VAR začeli uporabljati najprej v Bundesligi in Serie A v sezoni 2017-18, zatem v španskem prvenstvu (2018-19), vodstvo prve angleške lige je odločilo VAR uvesti v sezoni 2019-20. V Ligo prvakov so VAR vpeljali v izločilni fazi sezone 2018-19.

### Svetovno prvenstvo 2018
Svetovno prvenstvo leta 2018 v Rusiji je bilo prvo tekmovanje, ki je VAR uporabljalo v celoti, torej na vseh tekmah in vseh prizoriščih. Med skupinskim delom je VAR pregledal skupno 335 situacij, štirinajst sodniških odločitev je bilo spremenjenih na podlagi ogleda videoposnetka. Na svetovnem prvenstvu je bilo dosojenih rekordno število enajstmetrovk (29), tudi zaradi uvedbe VAR-a.
Prva odločitev na podlagi VAR-a je bila sprejeta na tekmi med Francijo in Avstralijo, ko je sodnik po ogledu posnetka dosodil enajstmetrovko za francosko reprezentanco. VAR je pomagal tudi v finalu med Francijo in Hrvaško, sodnik je takrat na podlagi videoposnetka dosodil enajstmetrovko za Francijo.